# Listen to Your Heart (chanson de Roxette)
Pour les articles homonymes, voir Listen to Your Heart.
Singles de Roxette
Dressed for Success
(1988) Chances
(1988)
Listen to Your Heart est une chanson du duo pop rock suédois Roxette écrite et composée par Per Gessle et Mats M.P. Persson et présente sur l'album Look Sharp!. Elle est extraite en single en Suède le 17 septembre 1988, puis à l'échelle internationale le 19 août 1989.
La chanson est un succès uniquement en Suède, en 1988, se classant 3e des charts nationaux. Après le succès international du titre The Look, extrait du même album, Listen to Your Heart est rééditée et devient un tube mondial, atteignant notamment le sommet du Billboard Hot 100 le 4 novembre 1989.
En 2004, le groupe de trance belge DHT reprend le titre et en fait de nouveau un hit dans plusieurs pays.

## Production et vidéo
Il existe trois différentes versions du single : l'originale, une version légèrement modifiée incluse dans Don't Bore Us, Get to the Chorus, Ballad hits et Roxette hits et le Us remix utilisé dans le clip vidéo promotionnel et dans Kuschelrock vol.4. Le tournage du clip pour Listen to Your Heart a été tourné dans les ruines du château de Borgholm sur la mer Baltique suédoise de Öland.

## Accolades
En 2008, le single atteint quatre millions d'écoute en Amérique. La version dance de D.H.T. est également incluse dans ce chiffre. Les internautes ont par ailleurs nommé ce single comme le meilleur composé par Roxette sur le site The Daily Roxette.

## Classements et certifications
| Classement (1988-1990)                     | Meilleure position |
| ------------------------------------------ | ------------------ |
| Allemagne (Media Control AG)               | 7                  |
| Australie (ARIA)                           | 10                 |
| Autriche (Ö3 Austria Top 40)               | 2                  |
| Canada (100 Singles)                       | 1                  |
| États-Unis (Billboard Hot 100)             | 1                  |
| États-Unis (Hot Adult Contemporary Tracks) | 2                  |
| Irlande (IRMA)                             | 5                  |
| Pologne (Polish Singles Chart)             | 1                  |
| Royaume-Uni (UK Singles Chart)             | 6                  |
| Suède (Sverigetopplistan)                  | 3                  |
| Suisse (Schweizer Hitparade)               | 8                  |

| Pays     | Certification | Date           | Ventes certifiées |
| -------- | ------------- | -------------- | ----------------- |
| Autriche | Or            | 7 mars 1990    | 15 000            |
| Suède    | Or            | 6 février 1989 | 25 000            |

## Version DHT
Singles de DHT featuring Edmée
I Go Crazy
(2006)
En 2005, la version dance/trance du single Listen to Your Heart par le groupe dance belge DHT devient un hit planétaire après son apparition dans l'album Listen to Your Heart. À l'origine commercialisés en Belgique en 2003, les nombreux mixes du single ont atteint les clubs américains fin 2004. Le single est commercialisé aux États-Unis en novembre 2004. En juin 2005, le single se classe dans le Billboard Hot Dance Airplay chart puis dans le Billboard Hot 100, atteignant la 8e place en août.

### Pistes
- CD single

1. Listen to Your Heart — 4:32
2. My Dream — 3:55

- CD maxi

1. Listen to Your Heart (Edmée's Unplugged Vocal Edit) — 3:45
2. Listen to Your Heart (Furious F.EZ Radio Edit) — 3:11
3. Listen to Your Heart (Uniting Nations Remix) — 7:11
4. Listen to Your Heart (furious F.EZ Extended Mix) — 4:54
5. Listen to Your Heart (Hixxy Remix) — 7:11
6. Listen to Your Heart (Friday Night Posse Remix) — 7:29

- Téléchargement digital payant

1. Listen to Your Heart — 4:32

### Classements et certifications
Classements
| Classement (2004-2005)                     | Meilleure position |
| ------------------------------------------ | ------------------ |
| Allemagne (Media Control AG)               | 81                 |
| Australie (ARIA)                           | 11                 |
| Belgique (Flandre Ultratop 50 Singles)     | 15                 |
| Belgique (Wallonie Ultratop 50 Singles)    | 12                 |
| Danemark (Tracklisten)                     | 13                 |
| États-Unis (Billboard Hot 100)             | 8                  |
| États-Unis (Pop Songs)                     | 1                  |
| États-Unis (Adult Pop Songs)               | 13                 |
| États-Unis (Hot Adult Contemporary Tracks) | 6                  |
| France (SNEP)                              | 7                  |
| Irlande (IRMA)                             | 12                 |
| Norvège (VG-lista)                         | 19                 |
| Pays-Bas (Nederlandse Top 40)              | 10                 |
| Royaume-Uni (UK Singles Chart)             | 7                  |
| Suisse (Schweizer Hitparade)               | 100                |

Certifications
| Pays       | Certification | Années         | Ventes certifiées |
| ---------- | ------------- | -------------- | ----------------- |
| États-Unis | Or            | 5 octobre 2005 | 500 000           |

## Autres reprises
- En 2011, Tommy Johansson du groupe ReinXeed a repris la chanson sur la compilation Swedish Hitz Goes Metal.
- En 2015, lors du onzième épisode de la sixième et dernière saison de Glee, Lea Michele, jouant le rôle de Rachel Berry, reprend cette chanson accompagnée de son compagnon de Broadway, Jonathan Groff, jouant le rôle de Jessie St-James.